# Sara Loda
Sara Loda (ur. 22 sierpnia 1990 w Sarnico) – włoska siatkarka, reprezentantka kraju, grająca na pozycji przyjmującej.
Jej chłopakiem jest siatkarz Thomas Beretta.

## Sukcesy klubowe
Puchar Włoch:
- 2008

Liga Mistrzyń:
- 2009

## Sukcesy reprezentacyjne
Grand Prix:
- 2017